# Axel Leonard Melander
Axel Leonard Melander (Chicago, 3 juni 1878 – Riverside, Californië, 14 augustus 1962) was een Amerikaans entomoloog.

## Biografie
Hij studeerde bij William Morton Wheeler aan de Universiteit van Chicago en de Universiteit van Texas. In 1902 behaalde hij de mastergraad.
Melander was van 1904 tot 1926 hoogleraar en hoofd van het departement entomologie aan de Washington State University.
Daarna ging hij naar City College of New York, waar hij biologie doceerde en hoofd van dit departement was tot zijn emeritaat in 1943.
In 1938 werd hij voorzitter van de Entomological Society of America.

## Werk
Melander onderzocht de ontwikkeling van insecticiden en bestudeerde de insecten als overdrager van ziekten. Hij wordt beschouwd als de eerste die kon aantonen dat insecten resistentie tegen insecticiden kunnen ontwikkelen. 
Hij richtte zijn aandacht ook op de taxonomie van Diptera (Tweevleugeligen) en beschreef nieuwe soorten, waaronder Platypalpus coquilletti en andere Platypalpus-soorten uit New England.
Melander schreef samen met Charles T. Brues Key to families of North American Insects; an introduction to the classification of insects (1915) en Classification of insects (1932).
Hij had een grote collectie vliegen, die nu in het Smithsonian Institution bewaard wordt.